# OK K.O.! Let's Play Heroes
OK K.O.! Let's Play Heroes es un videojuego beat 'em up de acción y aventura desarrollado por Capybara Games y distribuido por Cartoon Network Games. Está basado en la serie OK K.O.! Let's Be Heroes y fue lanzado digitalmente el 23 de enero de 2018 para PlayStation 4, Windows y Xbox One, y físicamente en 2019 para Nintendo Switch. Un lanzamiento físico empaquetado con el juego de Grumpyface Studios Steven Universe: Save the Light para PlayStation 4, Xbox One y Switch fue lanzado en mayo de 2019.

## Trama
Cuando Lord Boxman toma todos los niveles de las cartas de poder de los héroes, K.O. deberá arreglar las cosas y aprender de corazón que él es un héroe real.

## Jugabilidad
K.O. es controlado para luchar contra los villanos. El jugador podrá usar movimientos como un gancho, un combo de golpes, patada baja, etc. También podrá conseguir movimientos nuevos tras vencer a todos los enemigos como un golpe cargado, un puño controlable y un gancho más poderoso.
Durante el combate, recibir o infligir daño cargará una barra para utilizar una habilidad especial llamada Powie Zowie, que le permitirá al jugador invocar un personaje de la carta y recibir ayuda. Algunos ejemplos incluyen a Rad, que permite a los jugadores levitar y disparar rayos, y Carol, quien aparecerá y realizará un combo en frente del jugador.

## Desarrollo
Ian Jones-Quartey, el creador de OK K.O., era cauteloso con los videojuegos de mala calidad vinculados a las series, y quiso colaborar con un estudio desarrollador de juegos que compartiera su pasión por el material para crear un videojuego basado en el show. Este abordaje aseguraría que ni los desarrolladores del juego ni los animadores intentarían imitarse entre sí. Cartoon Network conectó a Ian y al coproductor ejecutivo de OK K.O. Toby Jones con Capybara Games. Ian ya se encontraba familiarizado con este desarrollador y se sentía emocionado por trabajar con ellos. Al comienzo de la colaboración, todavía se encontraban en una lluvia de ideas y desarrollando el show, y querían desarrollar el juego de la misma manera. El 7 de diciembre de 2017, se lanzó el primer tráiler del juego.

## Recepción
En su lanzamiento, OK K.O.! Let's Play Heroes recibió reseñas positivas en su mayoría. Una reseña de PlayStation LifeStyle comentó que el juego «muestra que las adaptaciones de caricaturas para niños no tienen que ser mediocres, y que pueden tener el mismo encanto que los shows de televisión que los hizo amados en primer lugar», pero fue criticado por su combate repetitivo.